# Shay Haley
Sheldon Haley (nascido em 18 de dezembro de 1975), mais conhecido como Shae, Shay ou Shade, é um músico americano. Ele é um membro da banda de funk rock N*E*R*D, ao lado de Pharrell Williams e Chad Hugo, atuando como produtor. O seu papel na banda é muitas vezes questionada, mas em uma entrevista recente, Pharrell afirmou que a Shae é a raiz da banda. Pharrell também afirmou que a Shae mantém todos ancorados e unidos.

## Vida pessoal
Haley aparece manter-se longe dos holofotes em comparação com seus companheiros de banda, Williams, e, em menor medida, Hugo, que juntos também formam a dupla de produção The Neptunes. Durante uma entrevista com The Source Magazine, ele afirmou que tudo isso é intencional, já que ele não quer pagar o preço da fama, como sendo assediados por multidões de fãs ou ter que contratar um guarda-costas.
Em novembro de 2010, ele se casou com Jackie Garcia, ex-namorada do jogador da NFL Sean Taylor e a sobrinha do ator Andy Garcia.